# Мэги, Брайан
Брайан Мэги (англ. Brian Magee) род. 9 июня 1975 года Лисберн, Северная Ирландия, Великобритания) — британский боксёр-профессионал, выступавший во второй средней весовой категории (англ. Super middleweigh). Чемпион мира (по версии IBO, 2001—2004), чемпион Европы (по версии EBU, 2010—2011), Временный чемпион мира по версии WBA, 2011—2012).

## Любительская карьера
На любительском ринге Мэги четыре года подряд побеждал на ирландском чемпионате «Святой Троицы», 1995—1998.
В 1996 году участвовал на олимпийских играх от Ирландии. Дошёл до третьего тура, где проиграл по очкам, алжирцу, Мохамеду Бахари.
Так же Мэги завоевал третье место на играх содружества 1998 года, и в этом же году взял серебро на чемпионате Европы в Минске.

## Профессиональная карьера
На профессиональном ринге Мэги дебютировал в марте 1999 года во втором среднем весе. К своему двенадцатому поединку завоевал вакантный титул чемпиона мира по мало престижной на тот момент версии, IBO. К своему 23-му поединку потерпел первое поражение. Проиграл по очкам соотечественнику, бывшему чемпиону мира, Робину Рейду.
В июле 2005 года раздельным решением судей проиграл украинскому боксёру, Виталию Цыпко (17-0) за вакантный титул чемпиона Европы по версии EBU.
26 мая 2006 года, в бою за титулы чемпиона Британии и британского содружества, проиграл нокаутом в 11-м раунде, Карлу Фрочу (19-0).
25 августа 2007 года свёл вничью бой с британцем, Тони Оки, в бою за титул чемпиона Британии в полутяжёлом весе.
В 2008 году Мэги снова вернулся во второй средний вес, и побеждая своих соперников, в декабре 2008 года нокаутировал непобеждённого Стива Макгури (14-0-1) и завоевал титул чемпиона Британии.
В январе 2010 года в 7-м раунде нокаутировал датчанина, Мэдса Ларсена (51-2) и завоевал титул чемпиона Европы по версии EBU.
19 марта 2011 года, вышел на чемпионский бой с непобеждённым румыном, Лучианом Буте (27-0). В бою за титул чемпиона мира по версии IBF, Буте отстоял свой титул и нокаутировал Брайана в 11-м раунде.
В июле 2011 года, Брайан завоевал титул временного чемпиона мира по версии WBA. Защитил титул в феврале 2012 года, и вместе с датчанином Миккелем Кесслером стал претендентом на полноценный титул WBA. Но полноценным чемпионом так и не стал проиграв техническим нокаутом бой тому же Миккелю Кесслеру 8 декабря 2012 года.